# Filip Šebo
Filip Šebo (født 24. februar 1984 i Bratislava, Tjekkoslovakiet) er en slovakisk tidligere fodboldspiller (angriber). Han spillede i den hjemlige liga i en årrække, hvor han to gange blev ligaens topscorer. Han havde også udlandsophold hos blandt andet østrigske Austria Wien og Rangers i Skotland.
Šebo spillede 15 kampe og scorede syv mål for det slovakiske landshold, som han debuterede for i en venskabskamp mod Malta 15. august 2006. Her scorede han alle tre mål i kampen, som slovakerne vandt 3-0.